# Distretto di Pasaband
Il distretto di Pasaband è un distretti dell'Afghanistan che si trova nella parte meridionale della provincia del Ghowr. La popolazione conta 80.700 abitanti (11% Pashtun, 5% Hazara, 84% Tagiki).
Capoluogo del distretto è la città di Shinkot.
Il distretto ha carattere montuoso, con inverni lunghi e rigidi. Le strade non godono di buone condizioni e alcuni villaggi sono raggiungibili solo tramite animali.
A causa dell'isolamento dei villaggi e di alcuni pozzi, l'accesso all'acqua potabile è uno dei maggiori problemi.
L'agricoltura è la maggior fonte di reddito, ma è colpita dalla siccità e dagli inverni.
La salute e l'educazione presentano carenze.